# مالیات تناسبی
مالیات تناسبی (انگلیسی: Proportional tax) نوعی مالیات است که در آن نرخ مالیات برای همه سطوح درآمد ثابت است. به عبارت دیگر، درصد مالیاتی که افراد با درآمدهای مختلف می‌پردازند یکسان است. برای مثال، اگر نرخ مالیات تناسبی ۱۰٪ باشد، فردی با درآمد ۲۰٬۰۰۰ تومان و فردی با درآمد ۱۰۰٬۰۰۰ تومان هر دو ۱۰٪ از درآمد خود را به عنوان مالیات پرداخت می‌کنند. این نوع مالیات با مالیات تصاعدی که در آن نرخ مالیات با افزایش درآمد افزایش می‌یابد، و مالیات تنزلی که در آن نرخ مالیات با افزایش درآمد کاهش می‌یابد، متفاوت است.
بنابر این در مالیات تناسبی نرخ مالیات ثابت بوده و با افزایش یا کاهش مبلغ پایه مشمول مالیات، تغییری نمی‌کند. مبلغ مالیات متناسب با مبلغ مشمول مالیات است. اصطلاح «تناسبی» به تأثیر توزیع بر درآمد یا هزینه اشاره دارد، به این معنی که نرخ ثابت می‌ماند (با تغییر درآمد یا مصرف از «کم به زیاد» یا «زیاد به کم» نمی‌رود) و نرخ نهایی مالیات با نرخ متوسط مالیات برابر است.
مالیات تناسبی را می‌توان به مالیات‌های فردی یا به کل سیستم مالیاتی؛ در یک سال، چند سال یا یک عمر اعمال کرد. مالیات‌های تناسبی، صرف نظر از توانایی پرداخت، بار مالیاتی یکسانی را حفظ می‌کنند و بار مالیاتی را به‌طور نامتناسب به افراد با رفاه اقتصادی بالاتر یا پایین‌تر منتقل نمی‌کنند.
اگرچه مالیات تناسبی گاهی اوقات «مالیات ثابت» نامیده می‌شود، اما مالیات‌های ثابت در واقع فقط یک نوع مالیات تناسبی هستند که کسورات خاصی را ارائه می‌دهند؛ بنابراین، آنها در همان دسته مالیات‌های تناسبی قرار می‌گیرند. مالیات‌های ثابت به عنوان اخذ یک کسر ثابت از درآمد مشمول مالیات تعریف می‌شوند. مالیات ثابت، مالیاتی با نرخ واحد بر مبلغ مشمول مالیات، پس از محاسبه هرگونه کسورات یا معافیت‌ها از پایه مالیاتی است. لزوماً یک مالیات کاملاً تناسبی نیست. آنها معمولاً درآمد خانوار را زیر سطح تعیین شده قانونی که تابعی از نوع و اندازه خانوار است، از مالیات معاف می‌کنند. در نتیجه، چنین نرخ نهایی ثابتی با نرخ مالیات متوسط تصاعدی سازگار است.
مالیات تصاعدی مالیاتی است که در آن نرخ مالیات با افزایش مبلغ پایه مشمول مالیات افزایش می‌یابد. اصطلاح «تصاعدی» به تأثیر توزیع بر درآمد یا هزینه اشاره دارد، به این معنی که نرخ از کم به زیاد پیشرفت می‌کند، که در آن نرخ مالیات متوسط کمتر از نرخ نهایی مالیات است. نقطه مقابل مالیات تصاعدی، مالیات تنزلی است، که در آن نرخ مالیات با افزایش مبلغ مشمول مالیات کاهش می‌یابد. از آنجا که بین نرخ مالیات و توانایی پرداخت مالیات‌دهنده که توسط دارایی‌ها، مصرف یا درآمد تعیین می‌شود، رابطه معکوس وجود دارد، مالیات‌های تنزلی بار بیشتری (نسبت به منابع) را بر دوش فقرا نسبت به ثروتمندان از نظر درآمد فردی و ثروت می‌گذارند.